# Élection présidentielle américaine de 1808
L'élection présidentielle américaine de 1808 est la sixième élection présidentielle depuis l'adoption de la Constitution en 1787. Elle confirma la domination des démocrates-républicains, avec l'élection comme successeur à Thomas Jefferson, du secrétaire d'État James Madison à la présidence, face à son opposant fédéraliste Charles Cotesworth Pinckney.

## Désignation des Grands Électeurs
Les dix-sept États de l'Union participèrent à la désignation des électeurs. Sept d'entre eux, soit un de plus qu'en 1804, choisirent de les faire désigner par la législature de l'État. Les dix autres procédèrent à des votes directs des citoyens, soit dans le cadre de l'État (New Hampshire, New Jersey, Ohio, Pennsylvanie, Rhode Island, Virginie), soit dans le cadre de circonscriptions spécifiques (Kentucky, Maryland, Caroline du Nord, Tennessee).
Dans tous les États qui firent appel au vote direct des citoyens, des dispositions restrictives avaient été mises en place pour limiter le nombre de votants.
175 grands électeurs furent désignés et participèrent à l'élection du président et du vice-président.

## Campagne électorale
La campagne de 1808 fut la première pour laquelle un débat fut organisé dans les deux partis, sous la forme de caucus, pour désigner leur candidat à la présidence.
Du côté fédéraliste, la compétition était réduite. Le « ticket » de 1804 fut confirmé de nouveau, avec Charles Cotesworth Pinckney comme candidat à la présidence, et Rufus King, sénateur de New York, à la vice-présidence.
Côté démocrate-républicain, le retrait de Jefferson laissa la porte ouverte à une réelle compétition entre plusieurs candidats. Les caucus opposèrent donc le secrétaire d'État James Madison, soutenu notamment par le président Jefferson, au vice-président sortant George Clinton, soutenu notamment par les démocrates de New York, et à James Monroe, ancien gouverneur de Virginie, et ancien ambassadeur en France, puis au Royaume-Uni, qui défendait une orientation politique plus favorable à la liberté des États.
Madison fut désigné, et George Clinton put se consoler en étant investi de nouveau comme candidat à la vice-présidence.
La campagne se fit essentiellement sur le bilan de l'administration Jefferson, dont Madison avait été un des piliers, Pinckney contestant vivement l'embargo décrété en 1807 contre le Royaume-Uni, qui avait eu pour effet de porter des coups terribles au commerce dans les États de la Nouvelle-Angleterre.
De fait, la campagne montra une forte opposition entre les États vivant du commerce (essentiellement la Nouvelle-Angleterre et les petits États de la façade atlantique) et ceux qui disposaient d'un territoire assez vaste pour être exploité.

## Résultat des votes
| Candidats                              | Candidats                                 | Candidats                   | Grands électeurs | Vote populaire | Vote populaire |
| À la présidence                        | À la vice-présidence                      | Parti                       | Grands électeurs | Voix           | %              |
| -------------------------------------- | ----------------------------------------- | --------------------------- | ---------------- | -------------- | -------------- |
| James Madison, secrétaire d'État       | -                                         | Parti républicain-démocrate | 122              | 124 732        | 64,7 %         |
| -                                      | George Clinton, vice-président sortant    | Parti républicain-démocrate | 113              | -              | -              |
| -                                      | John Langdon, gouverneur du New Hampshire | Parti républicain-démocrate | 9                | -              | -              |
| Charles Cotesworth Pinckney            | Rufus King, sénateur de New York          | Parti fédéraliste           | 47               | 62 431         | 32,4 %         |
| George Clinton, vice-président sortant | -                                         | Parti républicain-démocrate | 6                | -              | -              |
| -                                      | James Madison, secrétaire d'État          | Parti républicain-démocrate | 3                | -              | -              |
| -                                      | James Monroe                              | Parti républicain-démocrate | 3                | -              | -              |
| James Monroe                           | -                                         | Parti républicain-démocrate | 0                | 4 848          | 2,5 %          |
| Autres candidats                       | -                                         | -                           | -                | 680            | 0,4 %          |
| Total                                  | Total                                     | Total                       | 175              | 192 691        | 100,00 %       |

Il est à remarquer que si la discipline était respectée du côté des fédéralistes, les démocrates-républicains commençaient à montrer des failles. Ainsi, six électeurs de l'État de New York, bien qu'élus sur la base d'un ticket Madison-Clinton, votèrent pour ce dernier comme président.
Il en alla de même pour l'élection à la vice-présidence, où Clinton ne fit pas le plein des voix démocrates-républicaines.
Néanmoins, ces défaillances furent limitées, et le ticket présenté au départ fut facilement élu.